# نادي بيليه
نادي بيليه (بالإنجليزية: Pele FC)‏ هو نادي كرة قدم غوياني مقره في جورج تاون، ويُنافس في دوري غيانا لكرة القدم، الدرجة الأولى لكرة القدم في غويانا. تأسس النادي في عام 1971 وسمي على اسم أسطورة كرة القدم البرازيلية بيليه.

## وصلات خارجية
- نادي بيليه  على فيسبوك. (بالإنجليزية)